# Calathea aemula
Calathea aemula är en strimbladsväxtart som beskrevs av Friedrich August Körnicke. Calathea aemula ingår i släktet Calathea och familjen strimbladsväxter. Inga underarter finns listade.